# Уртикария
Уртикария, още копривна треска (на латински: urtica – коприва и urere – горя), е кожно заболяване, което представлява неочаквано и внезапно появяващ се обрив със зачервяване и силен сърбеж на кожата, най-често предизвикан от алергична реакция. Той наподобява ужилване с коприва. В народната медицина за лечението се използват корен от коприва (Urtica dioica), великденче (Veronica officinalis) и други.
В повечето случаи уртикарията трае по-малко от шест седмици. Ако трае повече, причината е най-вероятно автоимунна и уртикарията е хронична.